# 檬垭乡
檬垭乡，是中华人民共和国四川省南充市仪陇县曾经下辖的一个乡。2019年9月，撤销檬垭乡，将其所属行政区域划归三蛟镇管辖。

## 行政区划
檬垭乡撤销前下辖以下地区：
兴隆村、大水村、团包村、三圣村、松林村、大包村、月星村、建新村、玉明村、义和村和永胜村。